# Махнач (притока Бебрави)
Махнач (словац. Machnáč) — річка в Словаччині, права притока Бебрави, протікає в округах Тренчин і Бановці-над-Бебравою.
Довжина — 21.5 км.
Витік знаходиться в масиві Стражовскі-Врхи на висоті 400 метрів.
Впадає у Бебраву біля міста Бановці-над-Бебравою на висоті 205 метрів.